# Sang bleu chez les Bleus
Sang bleu chez les Bleus est la soixante-onzième histoire de la série Les Tuniques bleues de Lambil et Raoul Cauvin. Elle est publiée pour la première fois du no 3720 au no 3725 du journal Spirou, puis en album en 2009.

## Résumé
La troupe s'ennuie ; c'est alors qu'une nouvelle retentit : un noble français vient aider les États-Unis au combat. Mais en plus de renfort, François d'Orléans (1818-1900) apporte une distraction : l'aquarelle...

## Personnages
- Cornélius Chesterfield
- Caporal Blutch
- François d'Orléans (1818-1900)